# برج بورانه
برج بورانه (برج مناره) مناره بزرگی است در دره چوی در شمال قرقیزستان. این مناره در حدود ۸۰ کیلومتری شرق بیشکک، پایتخت قرقیزستان، واقع شده و در نزدیکی شهر تُخماق قرار دارد. این مناره به همراه چند گورنبشته و بازمانده‌های یک قصر و سه آرامگاه تنها باقی‌مانده شهر کهن بلاساغون است. این شهر در اواخر سده نهم میلادی به‌دست سغدیان ایرانی‌تبار بنا شد و در سده یازدهم مرکز قراخانیان شد. بلاساغون از معدود شهرهای باستانی آسیای میانه است که با تهاجم مغولان ویران نشد. مغولان نام جدید گوربالیق را برای این شهر برگزیدند که به معنای شهر خوب می‌باشد. با گذشت زمان به تدریج زندگی در این شهر کم شده و از بین رفت.
بنا به ادعای قرقیزها، یوسف کاشغری یا بلاساغونی و پدر ادبیات قرقیزی/اویغوری در سال ۱۰۱۵ میلادی در این محل به دنیا آمده‌است. با فروپاشی دودمان قراخانی، آنها در تمامی فرارود به مرکزیت اوزکند پراکنده شدند. یافته‌های باستانی در این منطقه نشان می‌دهد که این منطقه در مسیر جاده ابریشم قرار داشته‌است.

## ویژگی‌ها

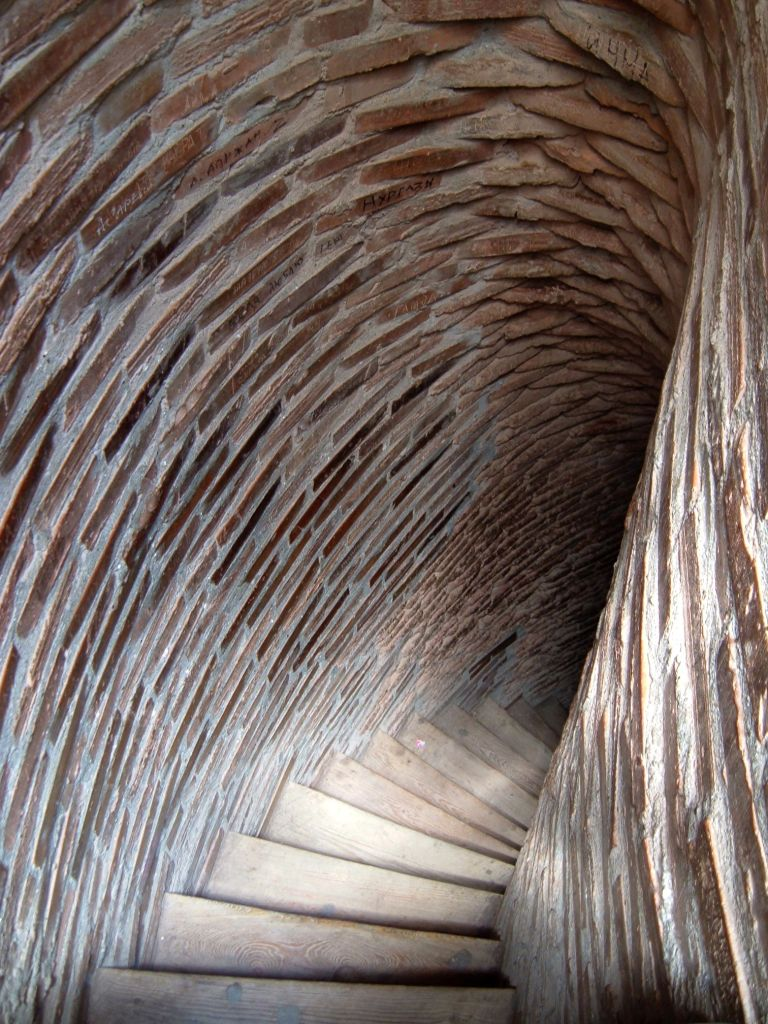
پلکان داخل برج بورانه.

برج یا مناره «بورانه» در ۱۳ کیلومتری جاده اصلی تخماق واقع شده‌است. گفته می‌شود نام این بنا از کلمه مناره می‌باشد که در گویش محلی به بورانه تغییر شکل داده‌است. تمامی این مناره با آجر ساخته شده که درون آن تنها یک راه‌پله باریک وجود دارد. بعد از ۲۳ پله فلزی ۵۷ پله دیگر درون این مناره هست. این بنا در سال ۱۹۷۴ بازسازی شده و ارتفاع آن ۴۵ متر می‌باشد. در کنار این بنا، موزه کوچکی حاوی یافته‌های قدیمی نگهداری می‌شود.

## افسانه
در مورد این مناره قرقیزها افسانه‌ای دارند به این مضمون که پادشاهی خردمند و فرزانه در این منطقه زندگی می‌کرده که تنها دارای یک دختر بسیار زیبا و باهوش بوده‌است. وی از پیشگویان می‌خواهد در مورد آینده دخترش و ازدواج وی هرچه می‌دانند بگویند. همه پیشگویان به استثنای یک نفر که از مرگ دختر پادشاه قبل از ۱۶ سالگی با نیش رتیل خبر می‌دهد همه از عاقبت خوش دختر پادشاه سخن می‌گویند. پادشاه سخت برآشفته می‌شود. تصمیم می‌گیرد که برای حفظ وی از هرگونه گزند، برج سر به فلک کشیده‌ای را می‌سازد. پس از ساخت و استقرار دختر بر بام این برج، تمامی غذاها و کنیزان و غلامان برای جلوگیری از ورود حشرات سمی مورد بازرسی قرار می‌گرفتند.. دختر پادشاه روزبروز بزرگتر، زیباتر و باهوش‌تر می‌شد. تا اینکه ۱۶ سالگی دختر پادشاه فرا می‌رسد و پادشاه با ظرف بزرگی پر از انگورهای درشت برای تبریک به وی به بالای برج می‌رود. همین که دختر انگوری را از ظرف برمی‌دارد نقش زمین می‌شود و در دم جان می‌سپارد. پادشاه با نگاه به ظرف انگور، رتیلی را می‌بیند که جان دخترش را گرفته‌است. وی نیز مدت کمی بعد می‌میرد.